# الهولندي الطائر (سبونج بوب)
الهولندي الطائر (بالإنجليزية: The Flying Dutchman) هو شخصية خيالية وشخصية من مسلسل الرسوم المتحركة سبونج بوب سكوير بانتس. هو عبارة عن شبح قرصان مؤذي وسريع الأنفعال وأخضر اللون، وسمي على اسم سفينة الهولندي الطائر.